# 容·帕切科
容·帕切科·多萨加拉特（西班牙語：Jon Pacheco Dozagarat，2001年1月8日—），西班牙男子足球运动员，司职中后卫。他曾代表西班牙国奥队参加2024年夏季奥林匹克运动会男子足球比赛，获得一枚金牌。